# 読書する女 (エーリンハの絵画)
『読書する女』（どくしょするおんな、独: Lesende Frau、英: Reading Woman）は、17世紀オランダ絵画黄金時代の画家ピーテル・ヤンセンス・エーリンハが1665-1670年ごろ、キャンバス上に油彩で制作した絵画である。かつては、ピーテル・デ・ホーホに帰属され、彼の傑作と見なされていた。1791年にマンハイムの美術商ド・ヴィニュー (de Vigneux) により購入され、現在、ミュンヘンのアルテ・ピナコテークに所蔵されている。

## 作品
本作はかつてピーテル・デ・ホーホに帰属されていたことからもわかる通り、暖色系の色調や高い窓からの光が壁と床に強烈なハイライトを生んでおり、1660年代のデ・ホーホ作品からの直接的な影響が露わである。しかし、右奥を向いて斜めに腰かけた女性から右端の壁沿いに置かれたキスト (長持ち) の両側の二脚の椅子を経て、何気なく前景に置かれたサンダルへと鑑賞者の視線を巡らせる緊密な構成は、デ・ホーホの作品には見られない。また、当時の不均質であった窓ガラスを通して見える向かいの家の描写も、きわめて絵画的で美しい。

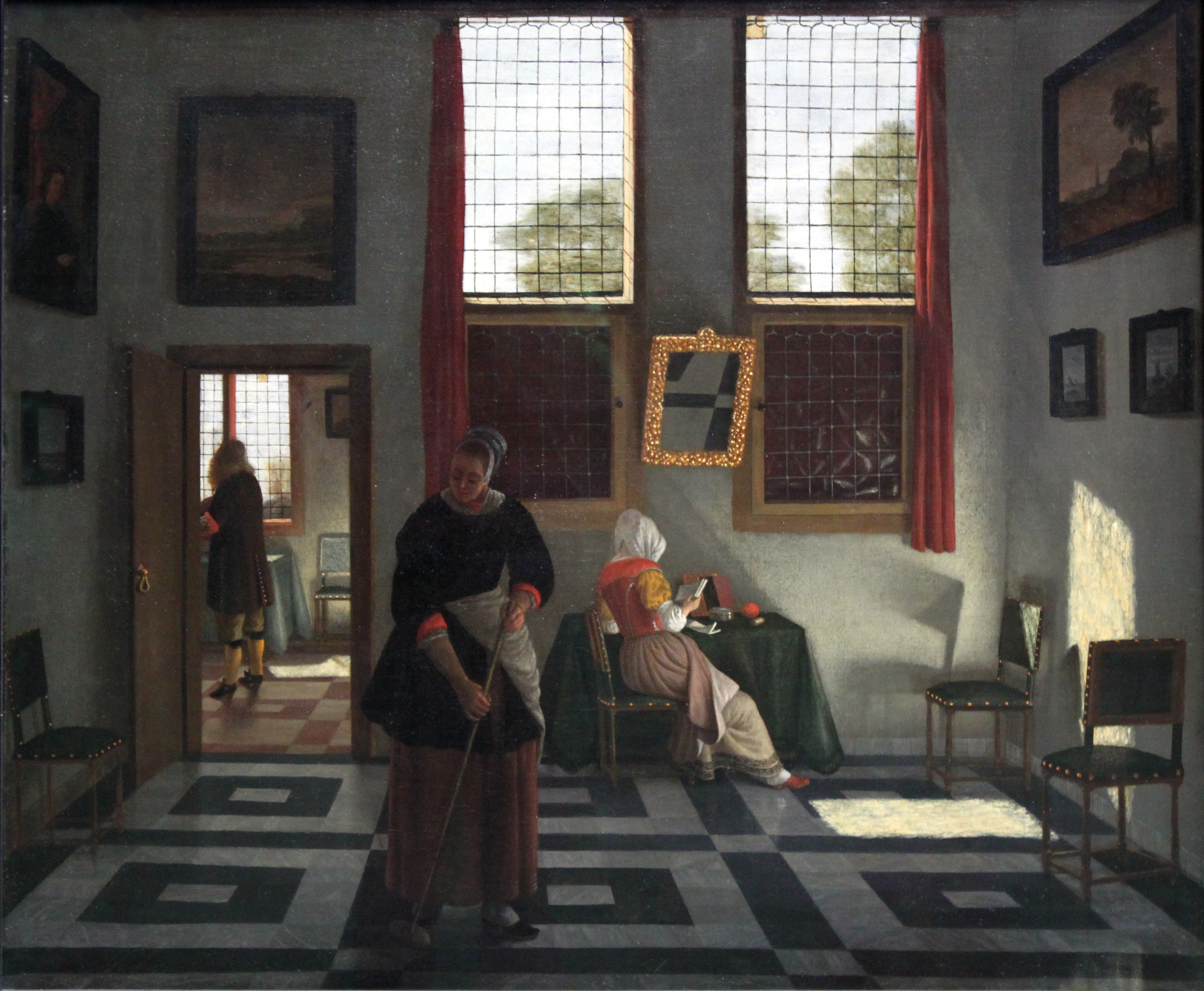
エーリンハ『室内』(1668年)、シュテーデル美術館、フランクフルト

光に溢れた室内は静寂さや居心地のよさを伝えており、17世紀オランダの中流階級一般に見られる裕福さを表している。この絵画においては、人物よりもむしろ沈黙に支配された存在感ある室内空間自体が主人公の座を獲得している。こうした傾向は、『室内』 (シュテーデル美術館、フランクフルト) などより天井の高い広間を舞台にした作品において一層顕著である。エーリンハの作品は空漠な虚無感を感じさせる場合もあるものの、その中で生活する人物たちの存在を希薄なものとしてしまうような魔力を秘めている。